# Theretra
Theretra là một chi bướm đêm thuộc họ Sphingidae.

## Các loài
- Theretra acuta - Vaglia & Liyous, 2010
- Theretra alecto - (Linnaeus 1758)
- Theretra alorica - Eitschberger, 2010
- Theretra arfakmontensis - Eitschberger, 2010
- Theretra baliensis - Eitschberger, 2010
- Theretra boisduvalii - (Bugnion 1839)
- Theretra cajus - (Cramer 1777)
- Theretra capensis - (Linnaeus 1764)
- Theretra castanea - (Moore 1872)
- Theretra catherinae - Vaglia & Kitching, 2010
- Theretra clotho - (Drury 1773)
  - Theretra clotho vincenti - Vaglia & Liyous, 2010
- Theretra floresica - Eitschberger, 2010
- Theretra gala - Cadiou, 1999
- Theretra gnoma - (Fabricius 1775)
- Theretra griseomarginata - (Hampson 1898)
- Theretra halimuni - Eitschberger, 2010
- Theretra hausmanni - Eitschberger, 2000
- Theretra improvisa - Darge, 2006
- Theretra incarnata - Rothschild & Jordan 1903
- Theretra indistincta - (Butler 1877)
  - Theretra indistincta bismarcki - Jordan, 1926
  - Theretra indistincta manuselensis - Joicey & Talbot, 1921
  - Theretra indistincta papuensis - Joicey & Talbot, 1921
- Theretra inornata - (Walker 1865)
- Theretra insignis - (Butler 1882)
- Theretra insularis - (Swinhoe 1892)
  - Theretra insularis ambrymensis - Lachlan, 2004
  - Theretra insularis lenis - Jordan, 1926
  - Theretra insularis lenis - Jordan, 1926
  - Theretra insularis valens - Jordan, 1926
- Theretra japonica - (Boisduval 1869)
- Theretra jugurtha - (Boisduval 1875)
  - Theretra jugurtha peracuta - Darge, 1989
- Theretra kuehni - Rothschild, 1900
- Theretra latreillii - (WS Macleay 1826)
  - Theretra latreillii lucasii - (Walker, 1856)
  - Theretra latreillii prattorum - Clark, 1924
- Theretra lifuensis - Rothschild, 1894
- Theretra lomblenica - Eitschberger, 2010
- Theretra lombokensis - Eitschberger, 2010
- Theretra lycetus - (Cramer 1775)
- Theretra manilae - Clark 1922
- Theretra mansoni - Clark 1924
- Theretra margarita - (Kirby 1877)
- Theretra molops - Jordan 1926
- Theretra monteironis - (Butler 1882)
- Theretra muricolor - Jordan 1926
- Theretra natashae - Cadiou 1995
  - Theretra natashae paukstadtorum - Eitschberger, 2000
- Theretra nessus - (Drury 1773)
  - Theretra nessus albata - Fukuda, 2003
- Theretra oldenlandiae - (Fabricius 1775)
  - Theretra oldenlandiae lewini - (Thon, 1828)
  - Theretra oldenlandiae samoana - Gehlen, 1941
- Theretra orpheus - (Herrich-Schaffer 1854)
  - Theretra orpheus gauthieri - Darge, 1991
  - Theretra orpheus intensa - Rothschild & Jordan, 1903
  - Theretra orpheus malgassica - Clark, 1933
  - Theretra orpheus pelius - Rothschild & Jordan, 1903
  - Theretra orpheus scotinus - Rothschild & Jordan, 1915
- Theretra pallicosta - (Walker 1856)
- Theretra pantarica - Eitschberger, 2010
- Theretra perkeo - Rothschild & Jordan 1903
- Theretra polistratus - Rothschild 1904
- Theretra queenslandi - (Lucas 1891)
- Theretra radiosa - Rothschild & Jordan 1916
- Theretra rhesus - (Boisduval 1875)
- Theretra silhetensis - (Walker 1856)
  - Theretra silhetensis intersecta - (Butler, 1876)
- Theretra suffusa - (Walker 1856)
- Theretra sugii - Cadiou 1995
- Theretra sumatrensis - (Joicey & Kaye, 1917)
- Theretra sumbaensis - Eitschberger, 2010
- Theretra tabibulensis - Lachlan, 2009
- Theretra tessmanni - Gehlen 1927
- Theretra tibetiana - Vaglia & Haxaire, 2010
- Theretra timorensis - Eitschberger, 2010
- Theretra tomasi - Haxaire & Melichar, 2008
- Theretra tryoni - (Miskin 1891)
- Theretra turneri - (Lucas 1891)
- Theretra viridis - Basquin 1992
- Theretra wetanensis - Eitschberger, 2010

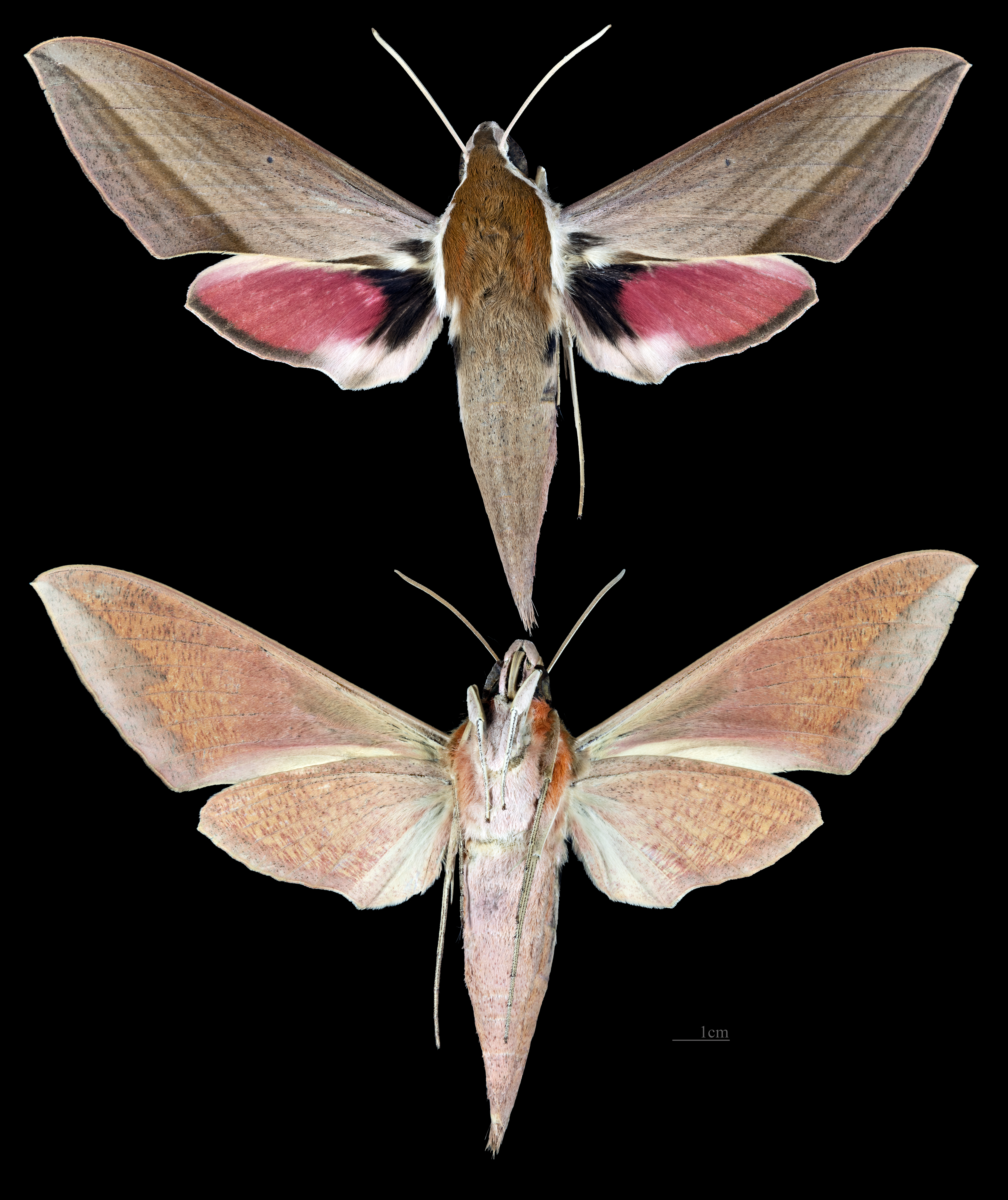
Theretra alecto
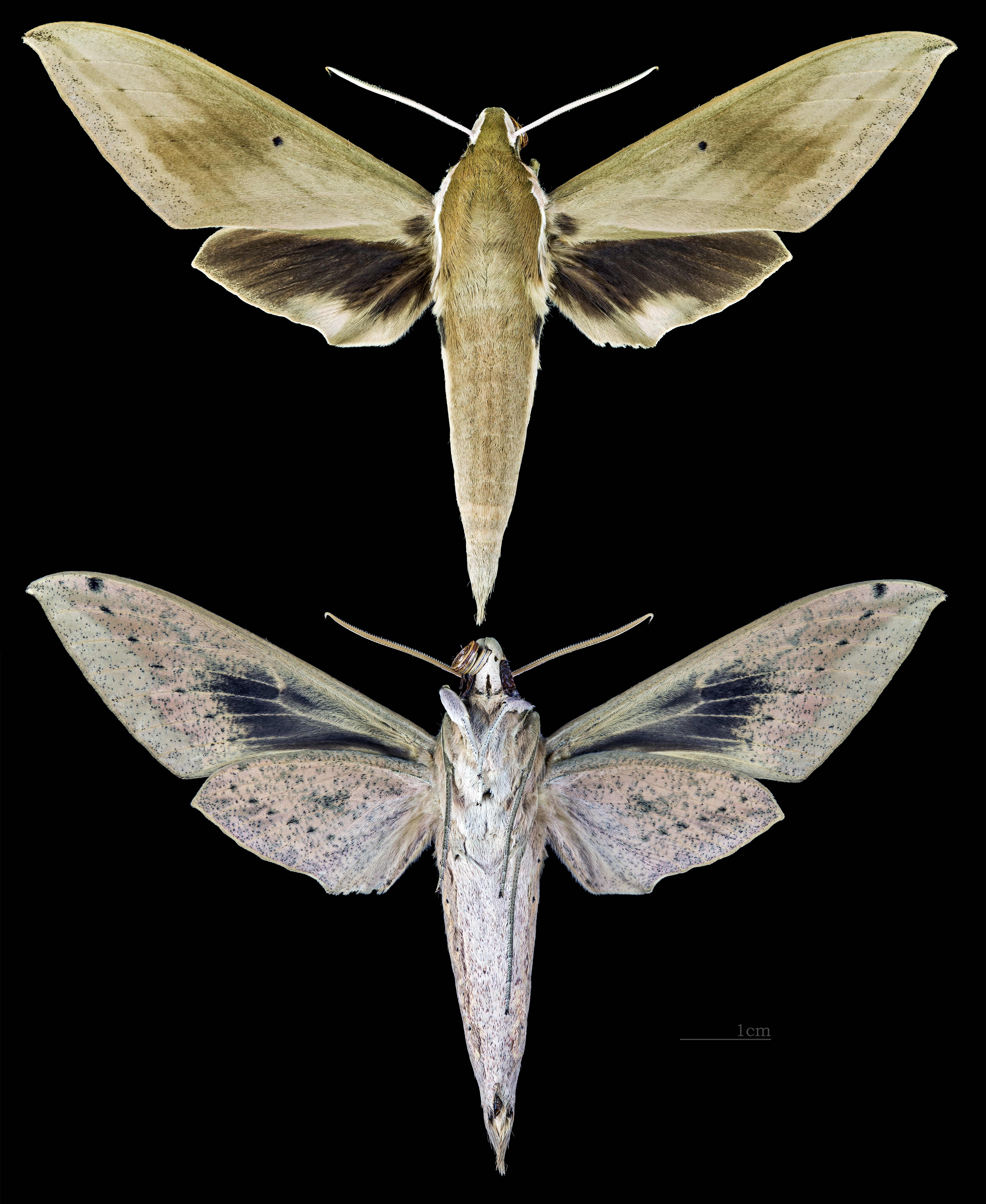
Theretra boisduvalii
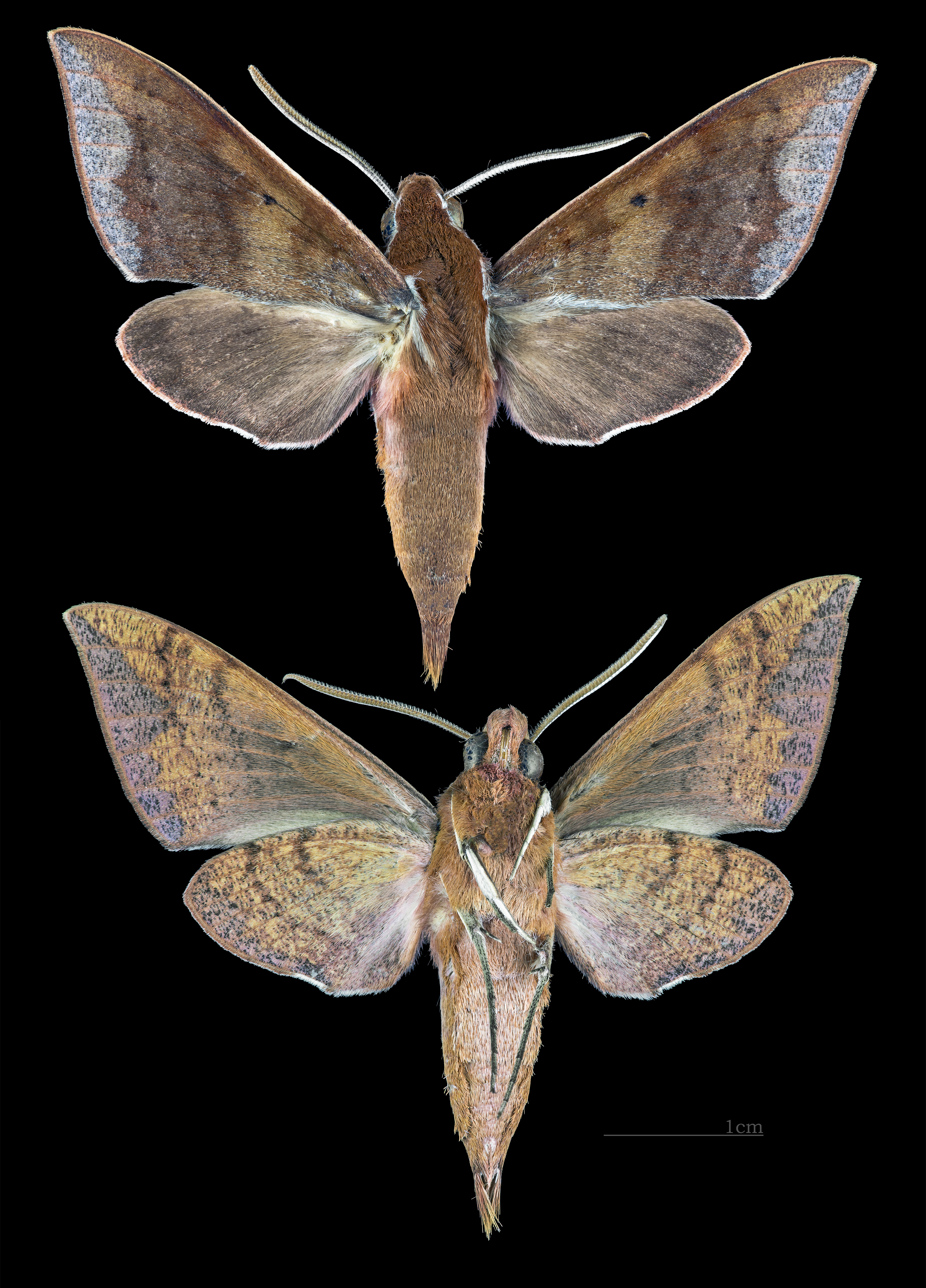
Theretra castanea
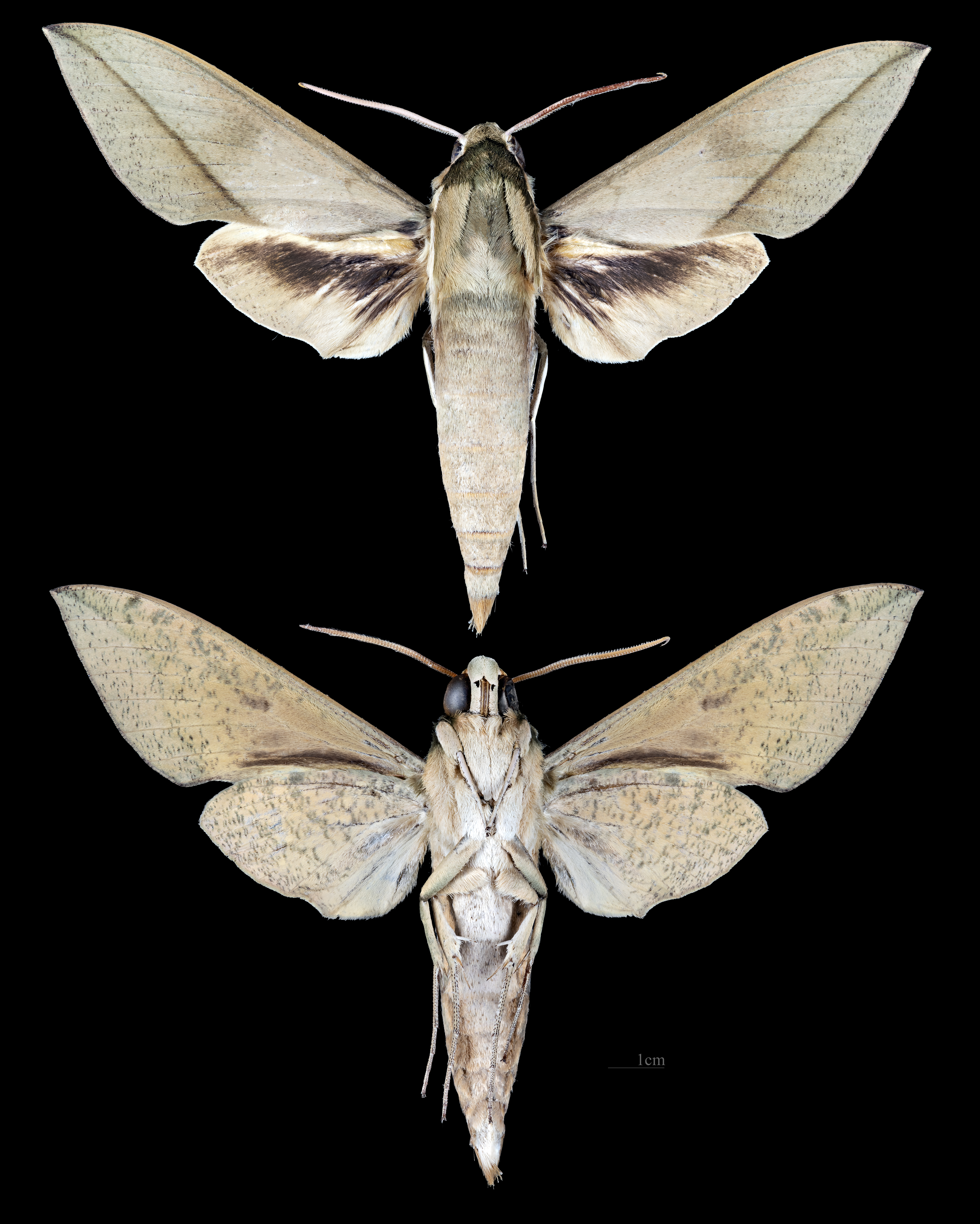
Theretra celata
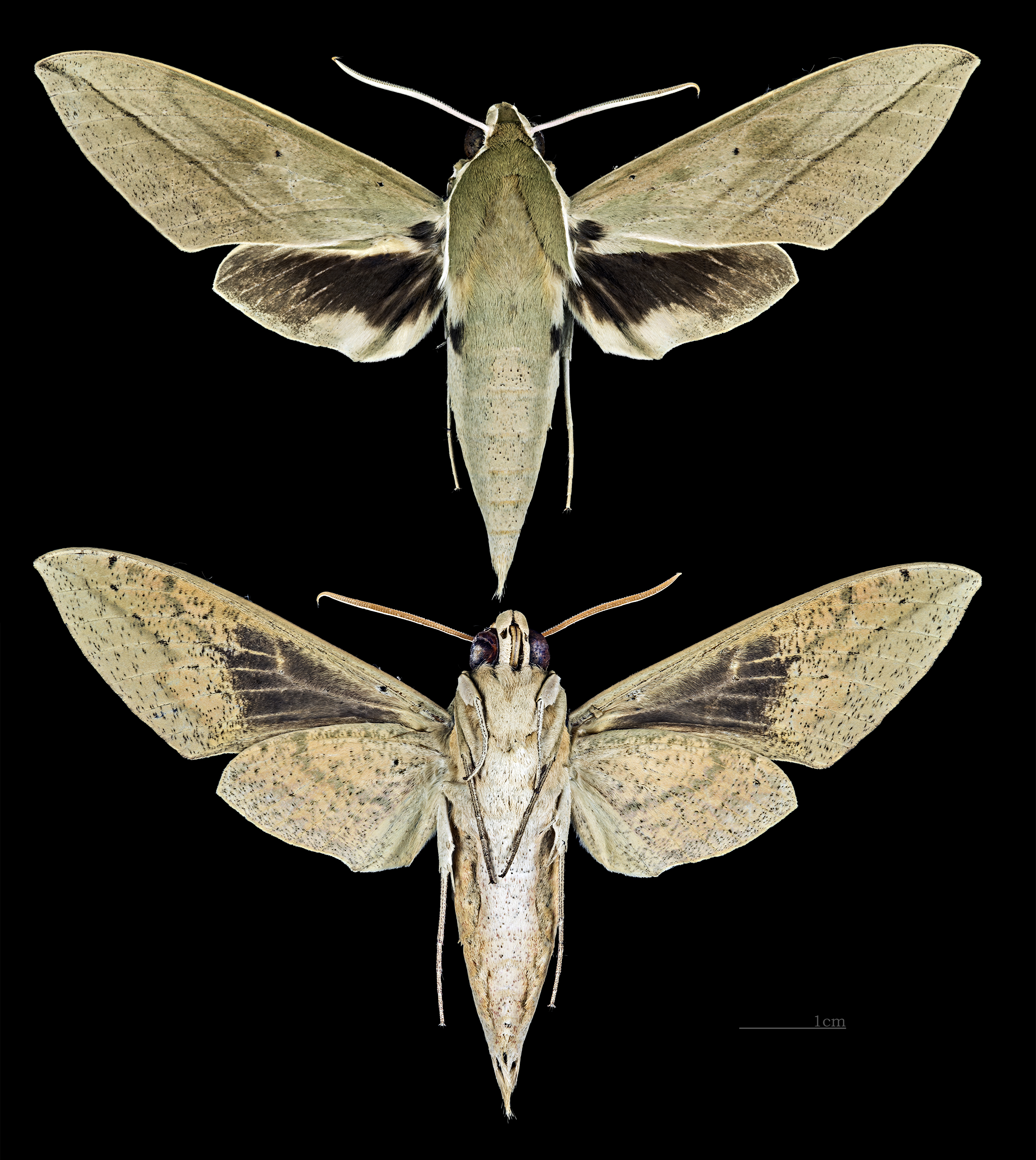
Theretra clotho
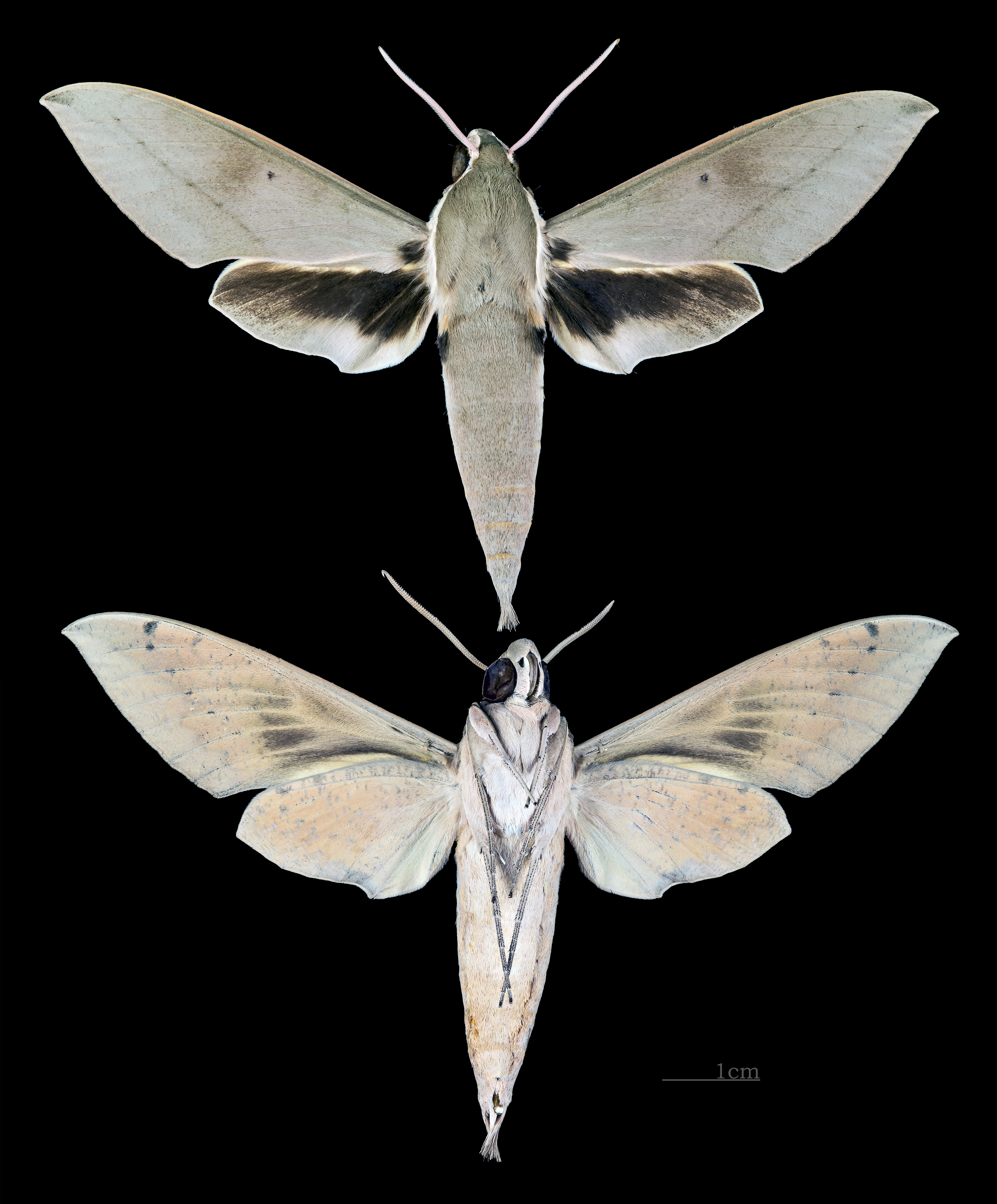
Theretra gnoma
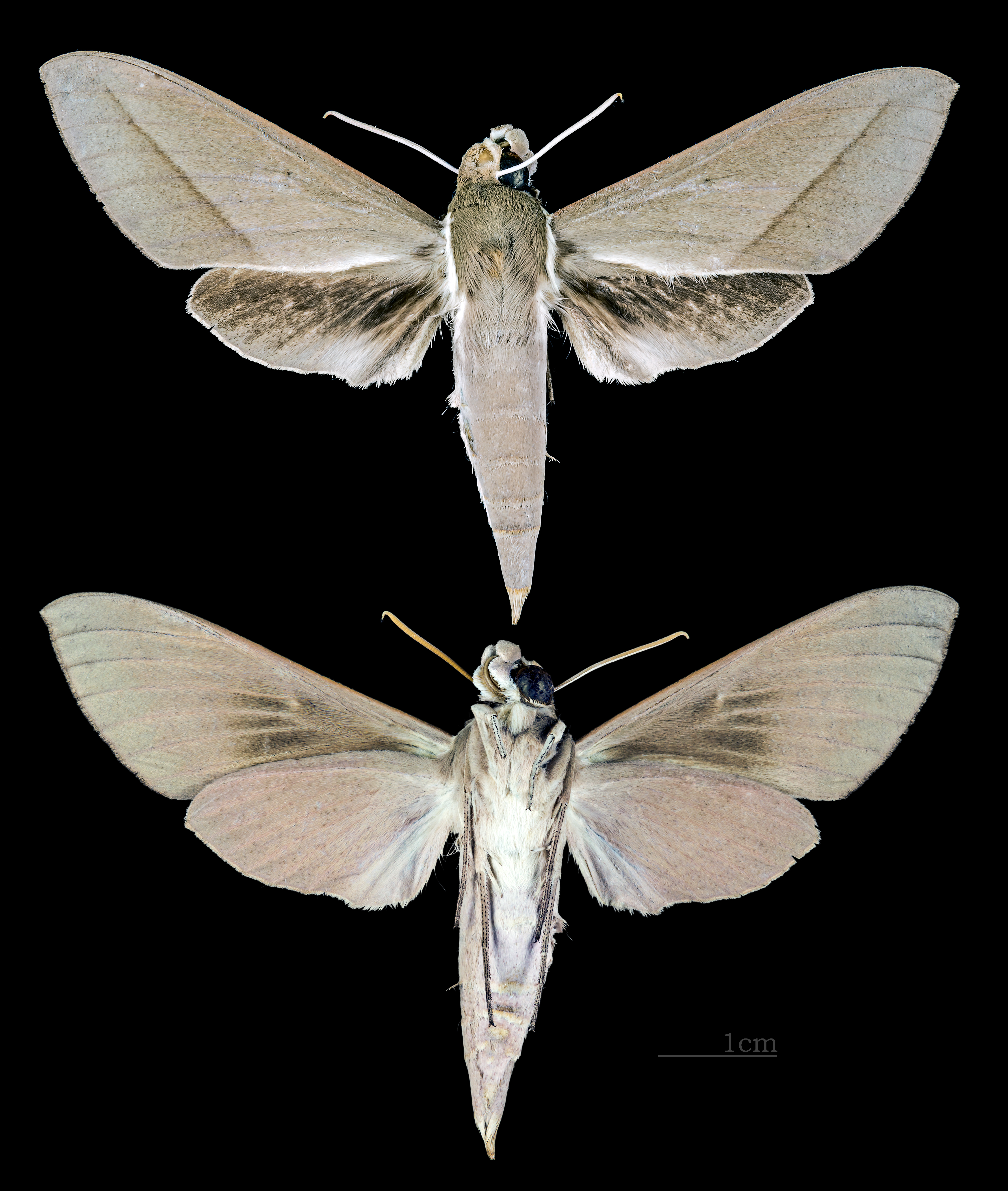
Theretra incarnata
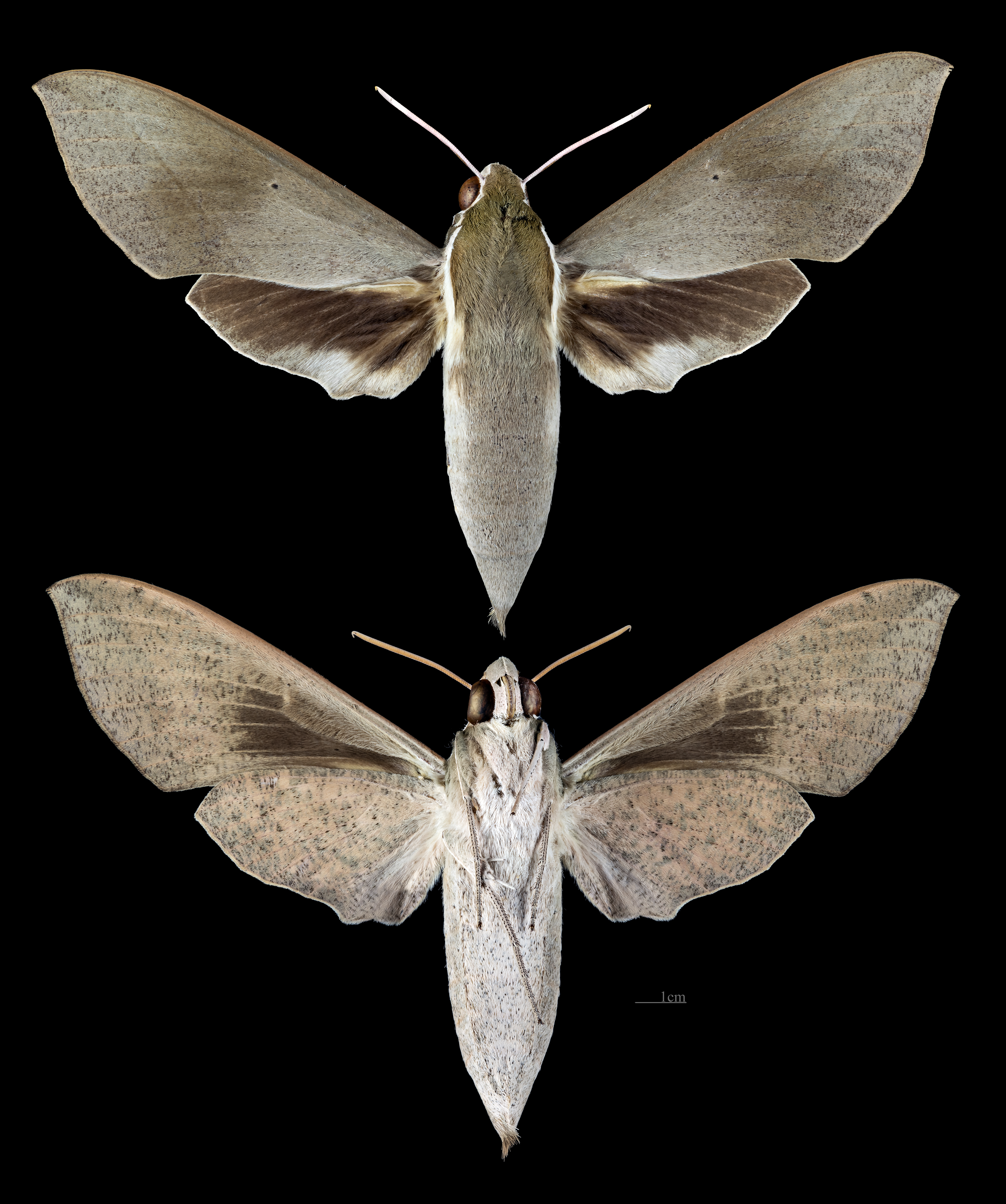
Theretra indistincta
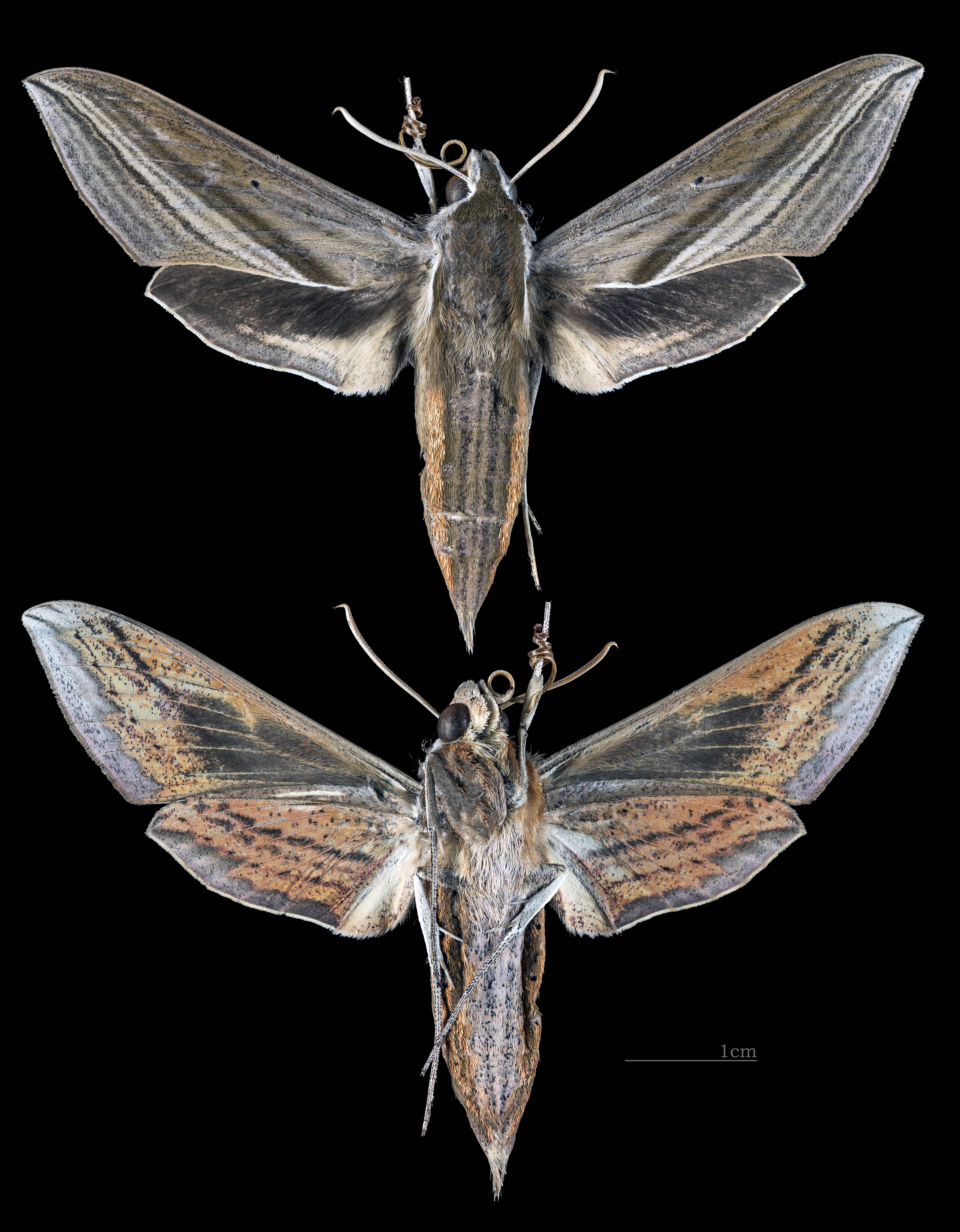
Theretra japonica
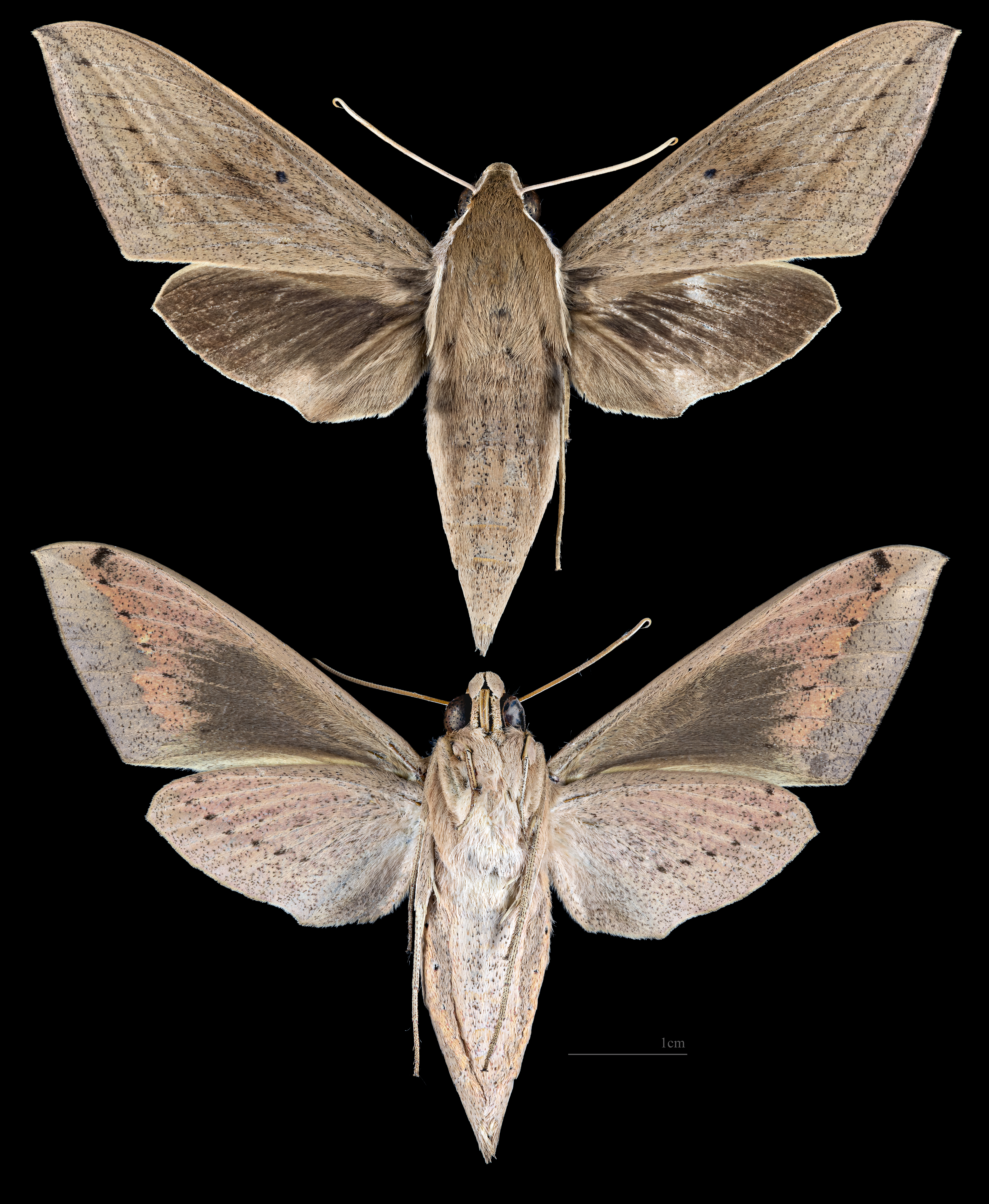
Theretra latreillii
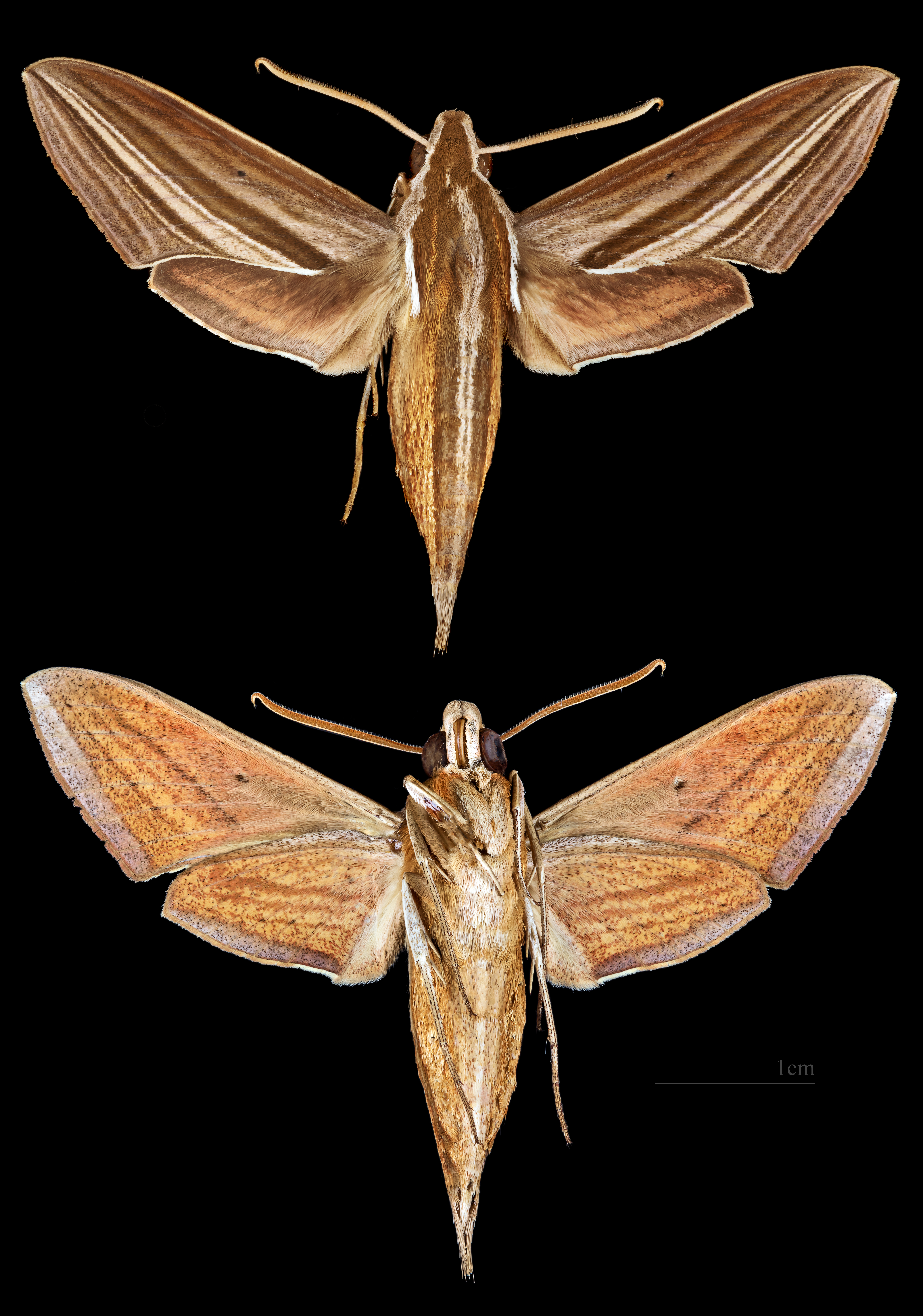
Theretra lycetus
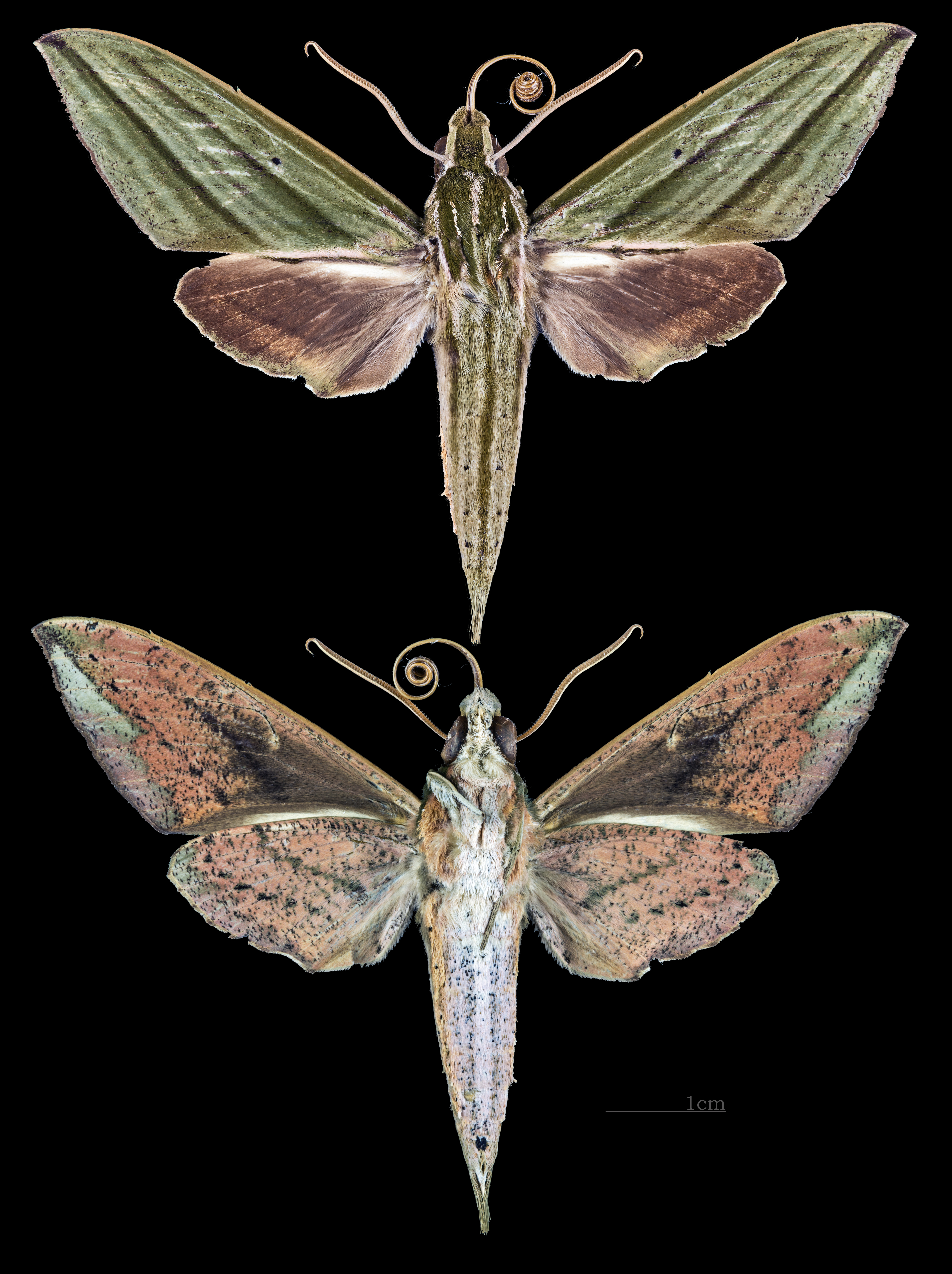
Theretra manilae
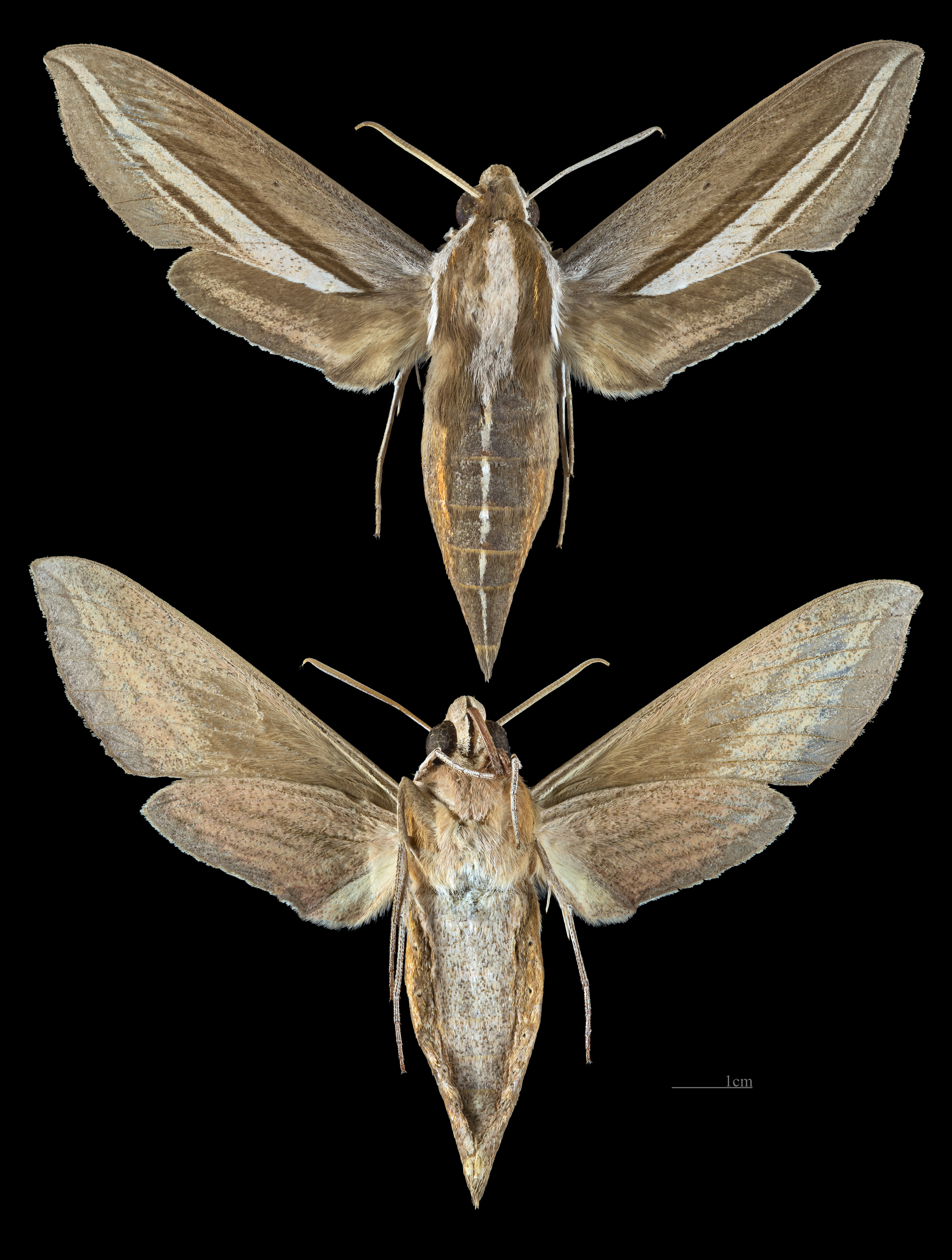
Theretra margarita
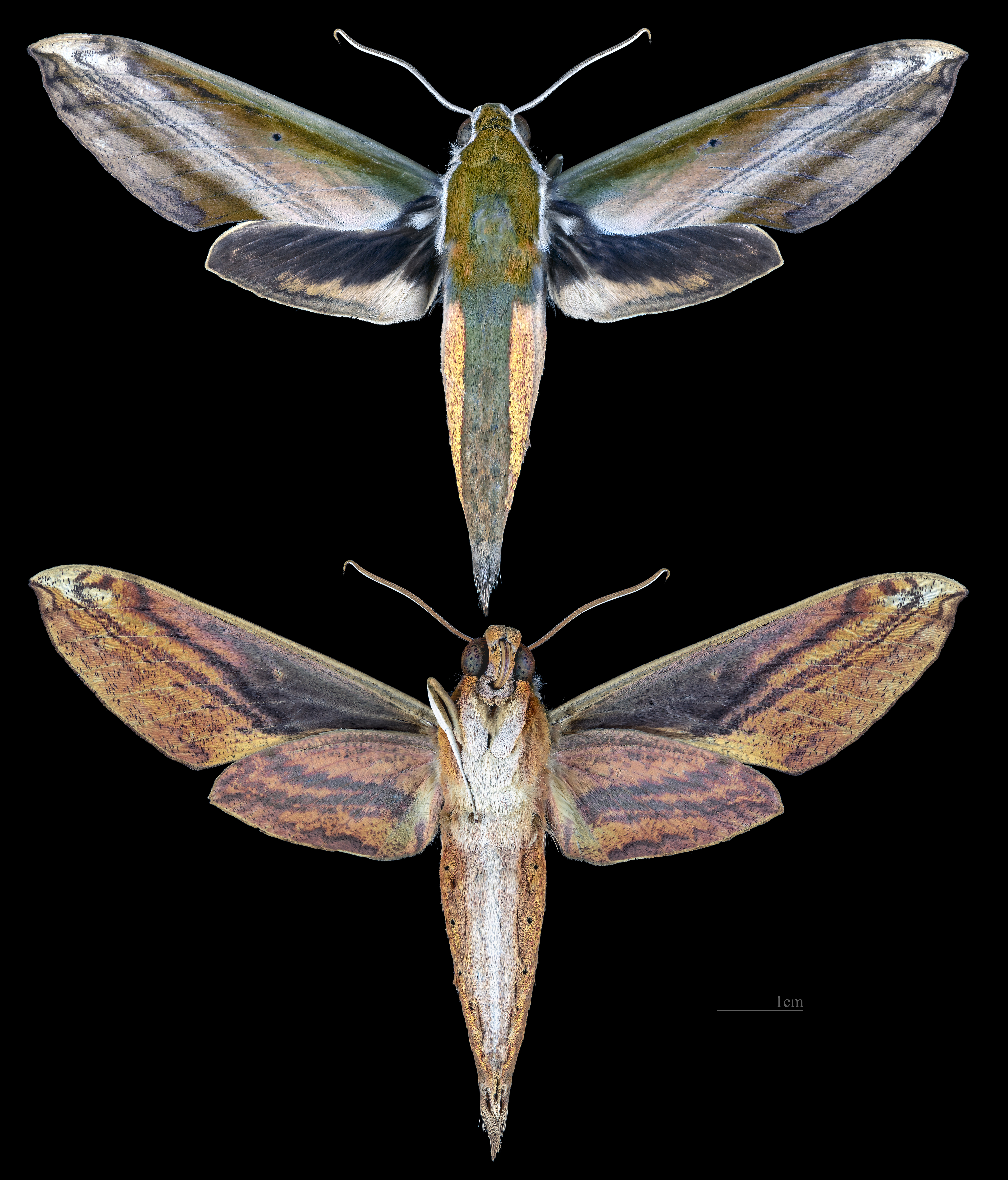
Theretra nessus
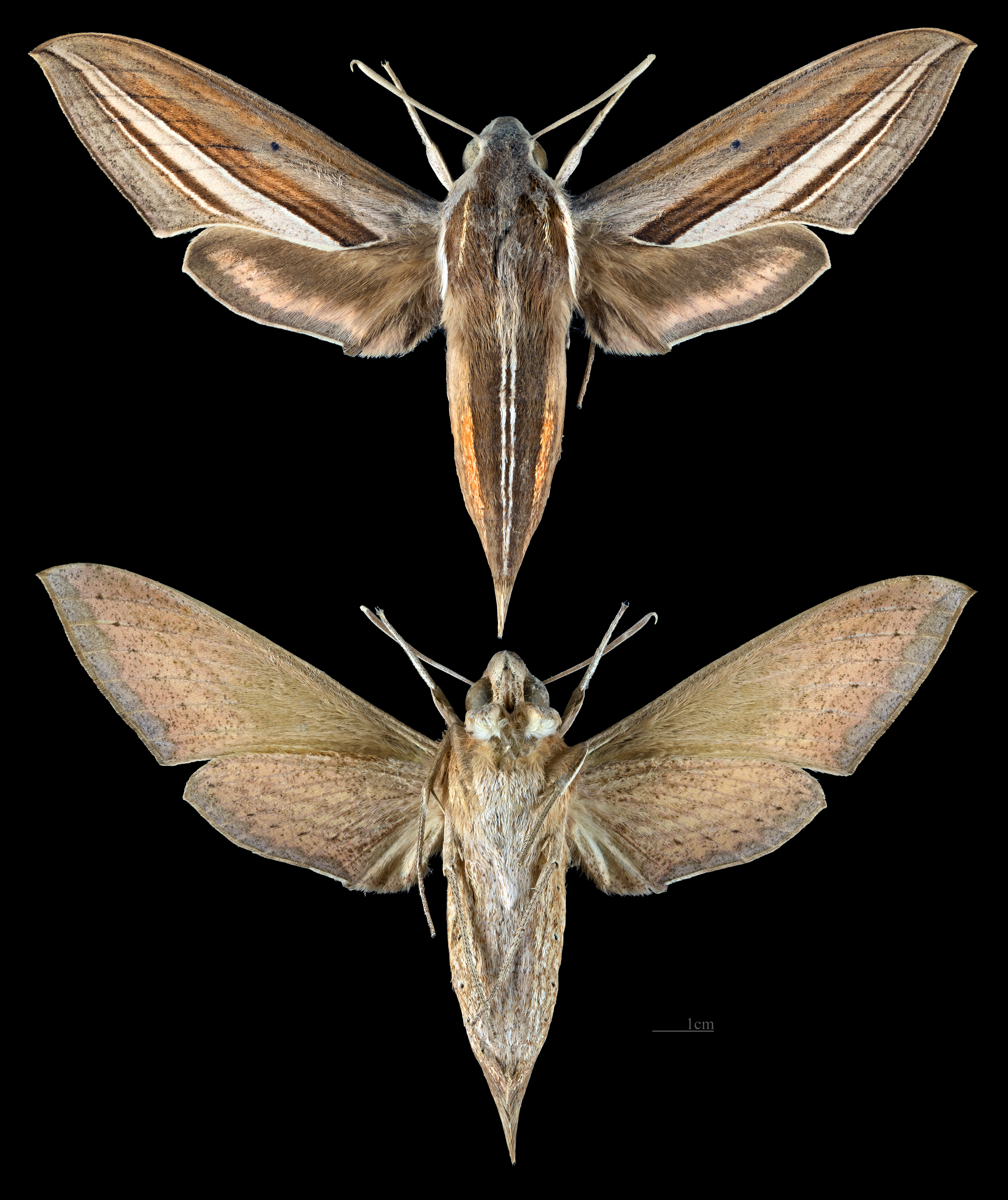
Theretra oldenlandiae
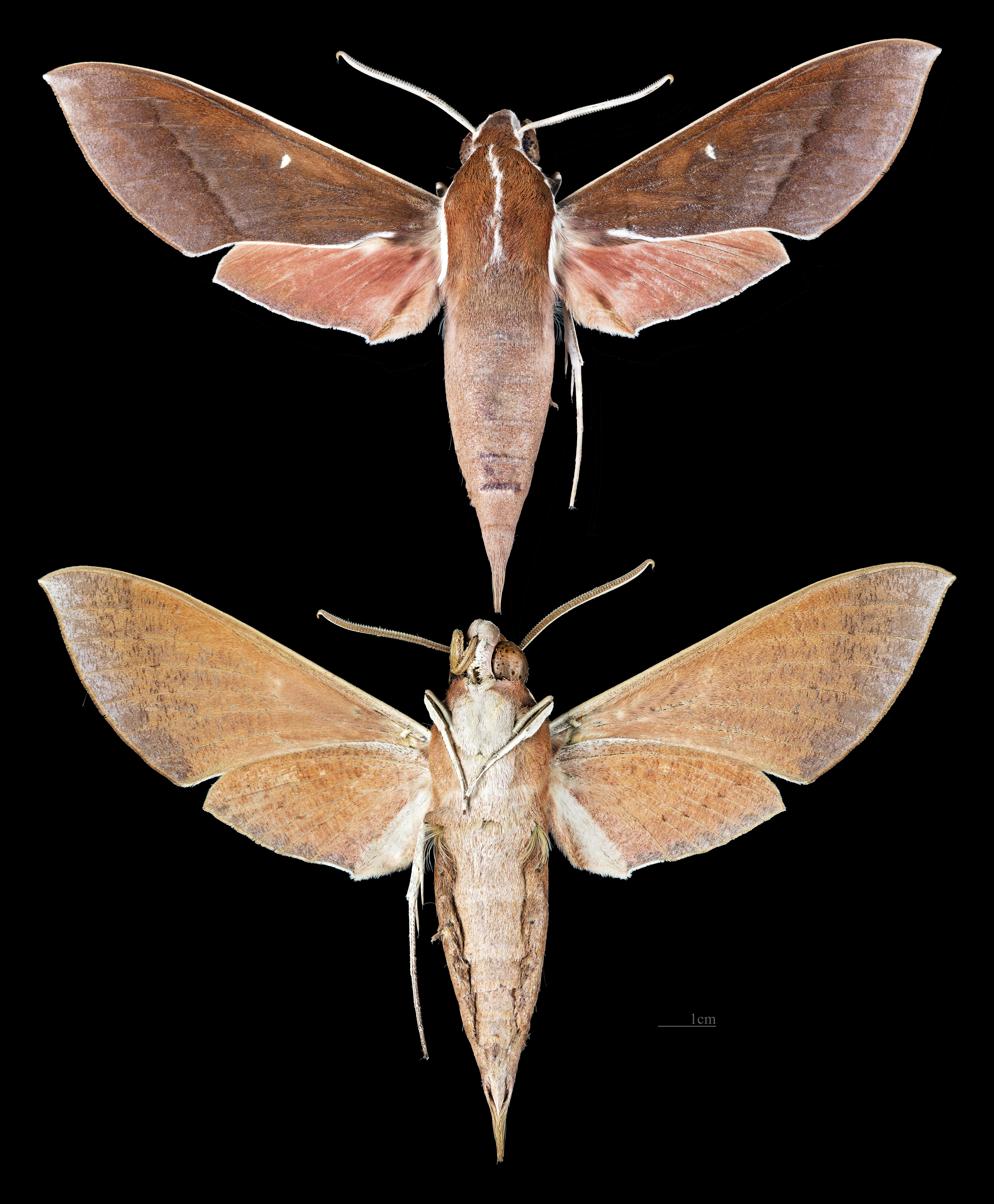
Theretra pallicosta
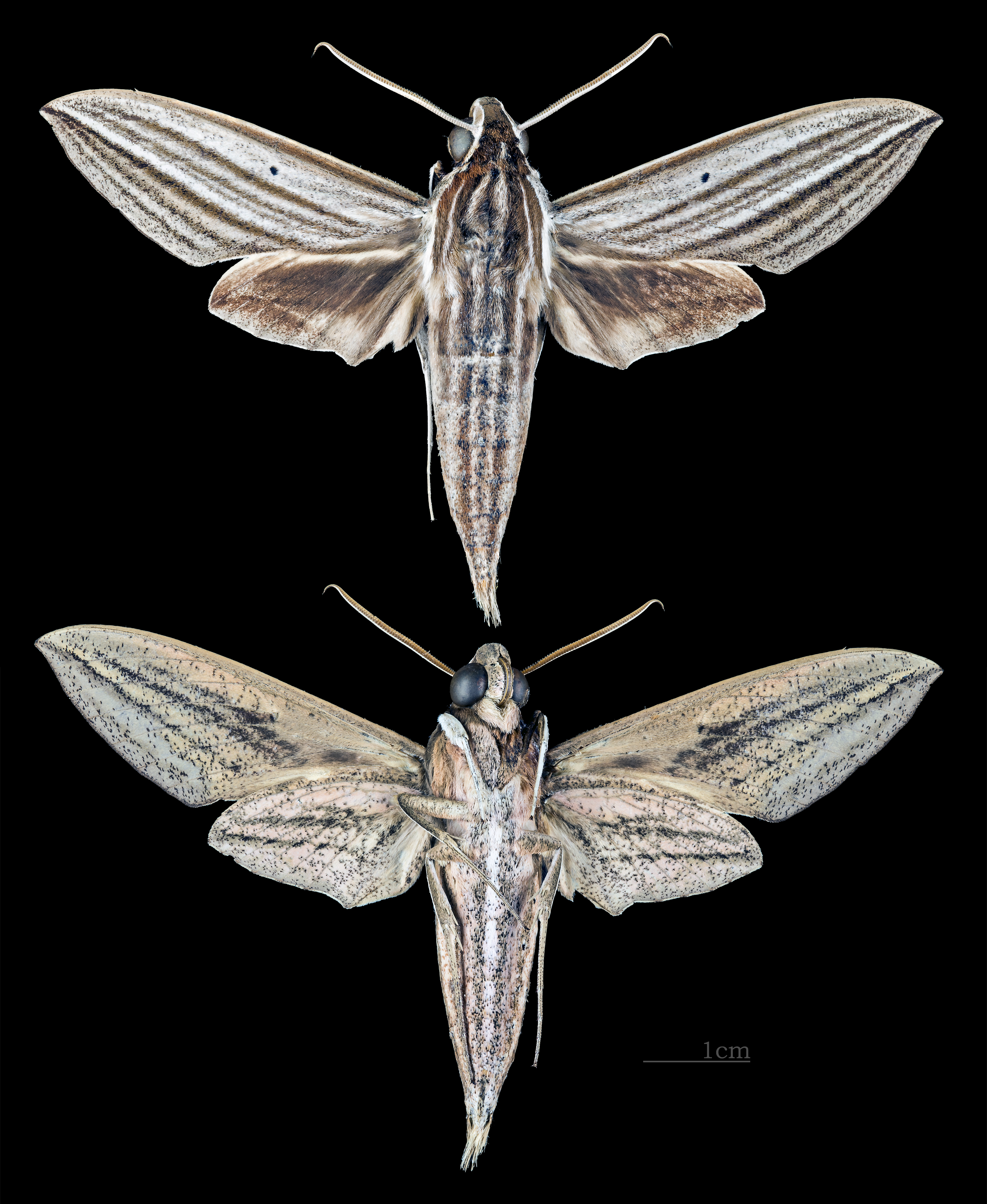
Theretra polistratus
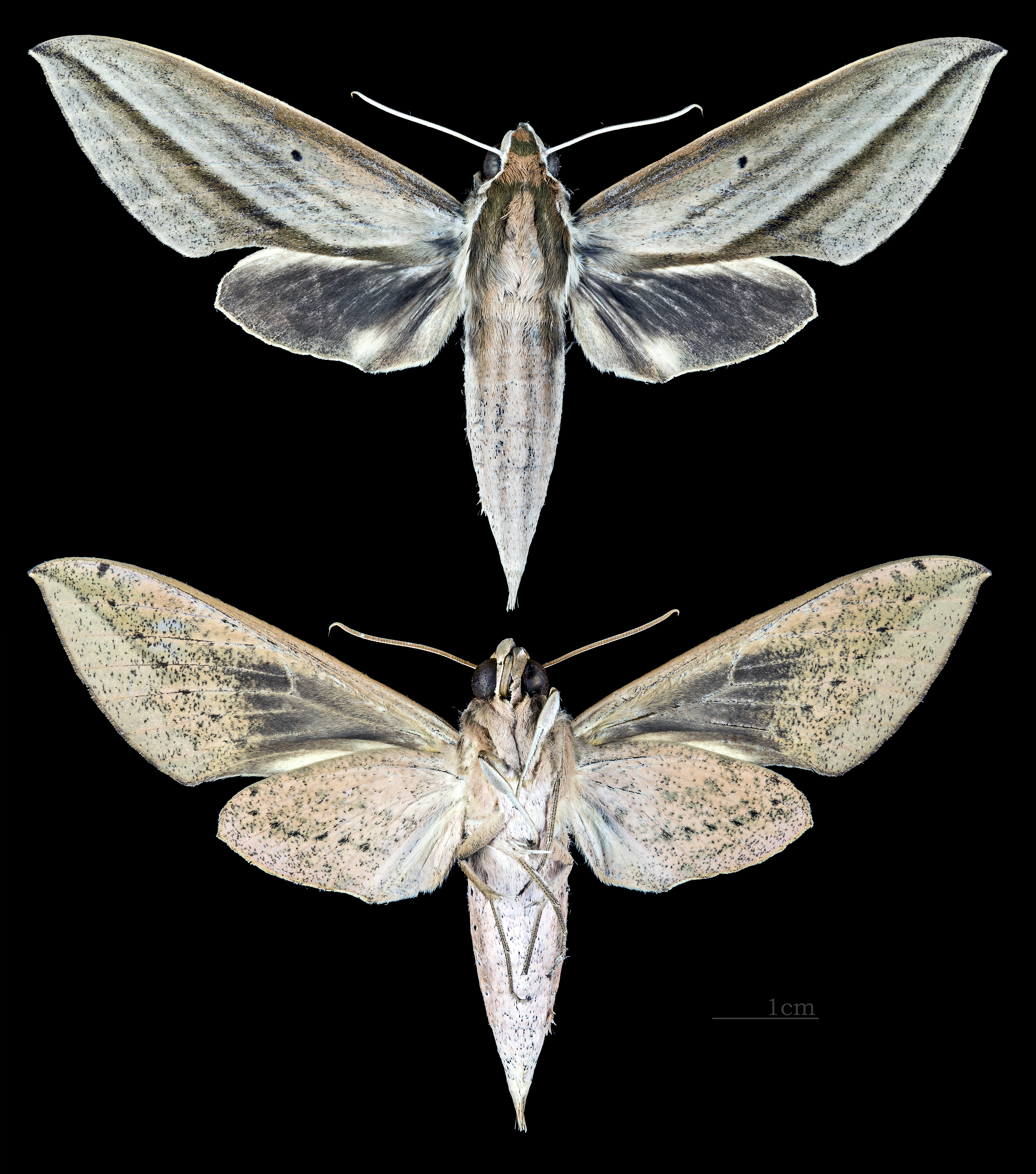
Theretra queenslandi
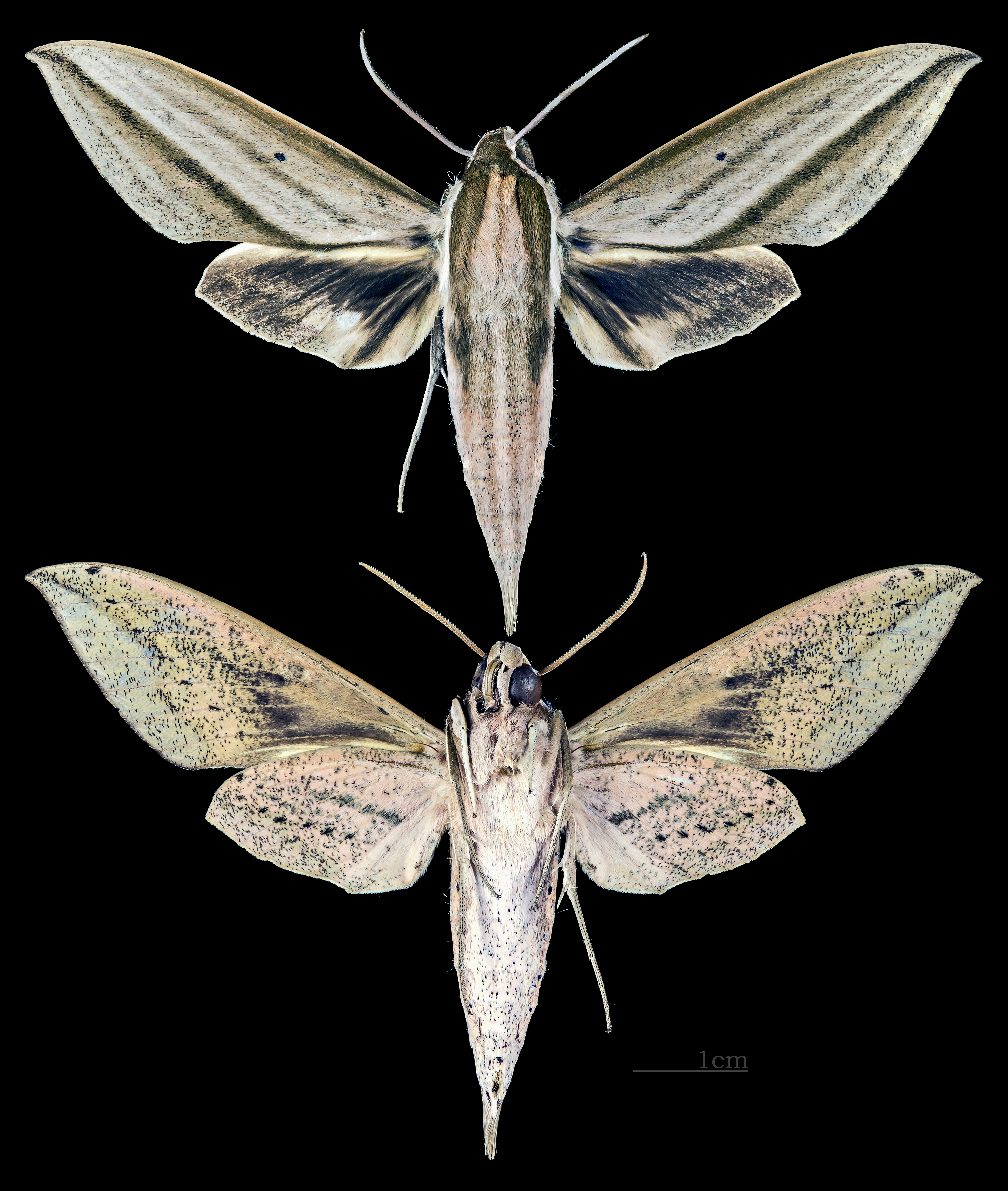
Theretra radiosa
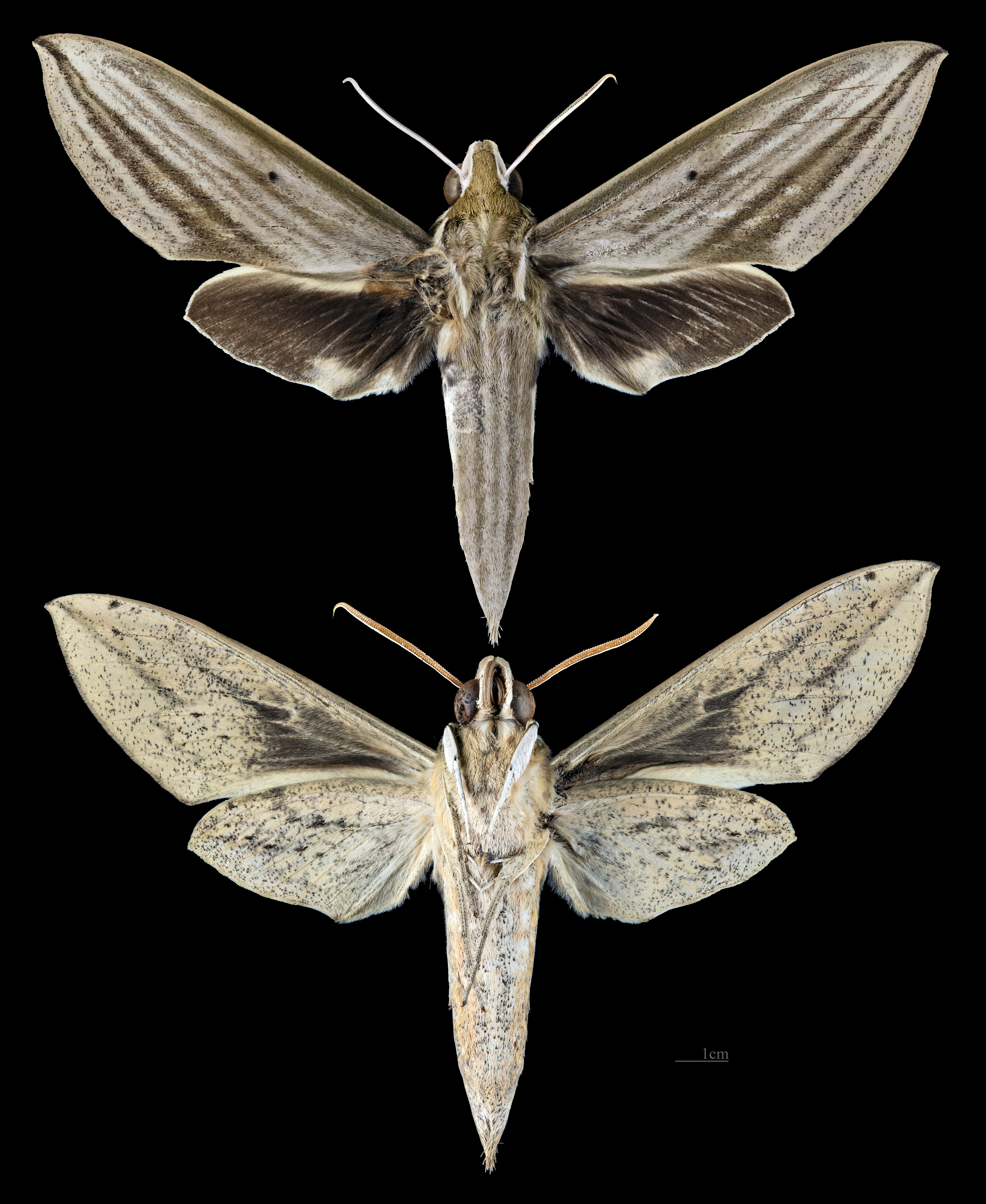
Theretra rhesus
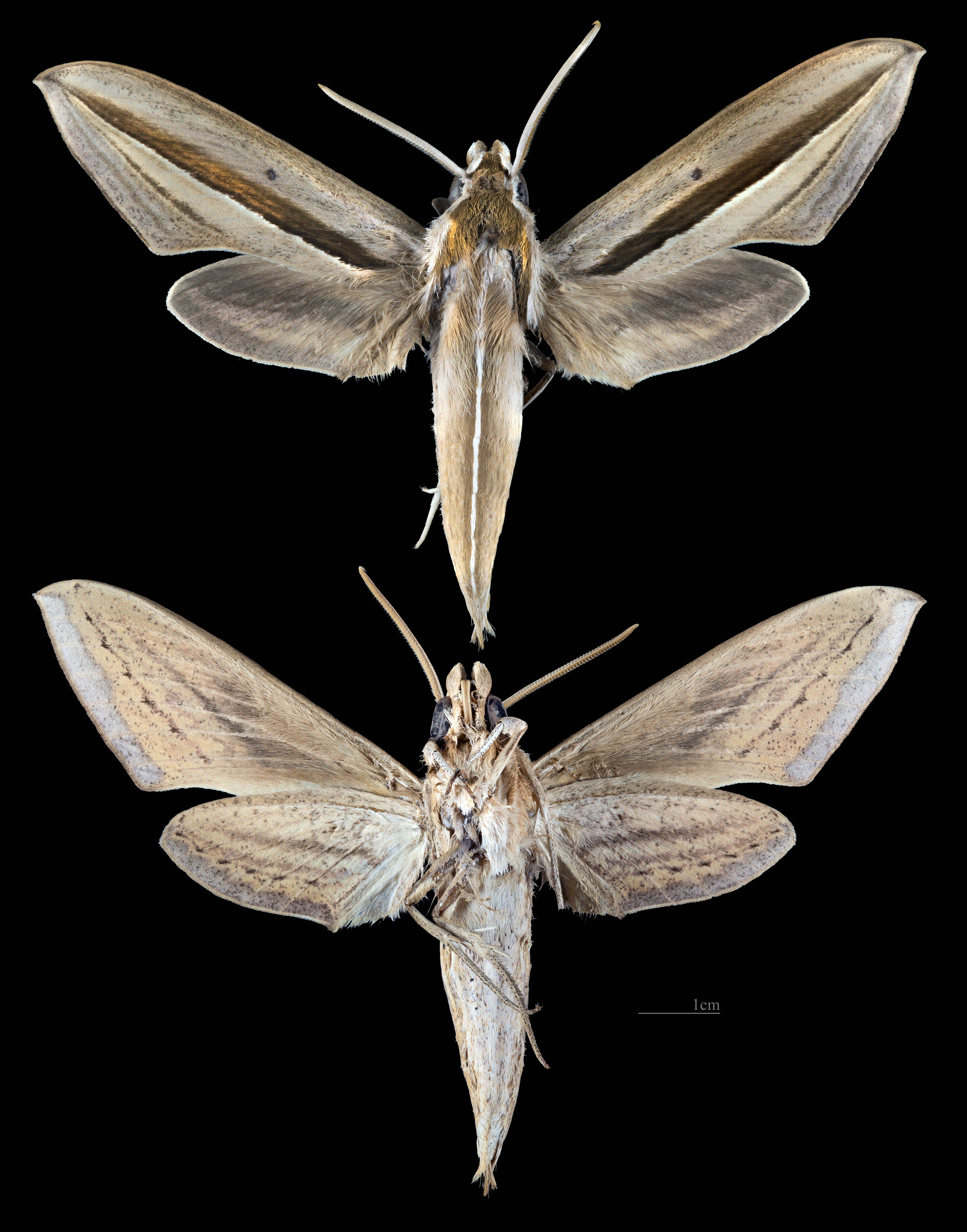
Theretra silhetensis
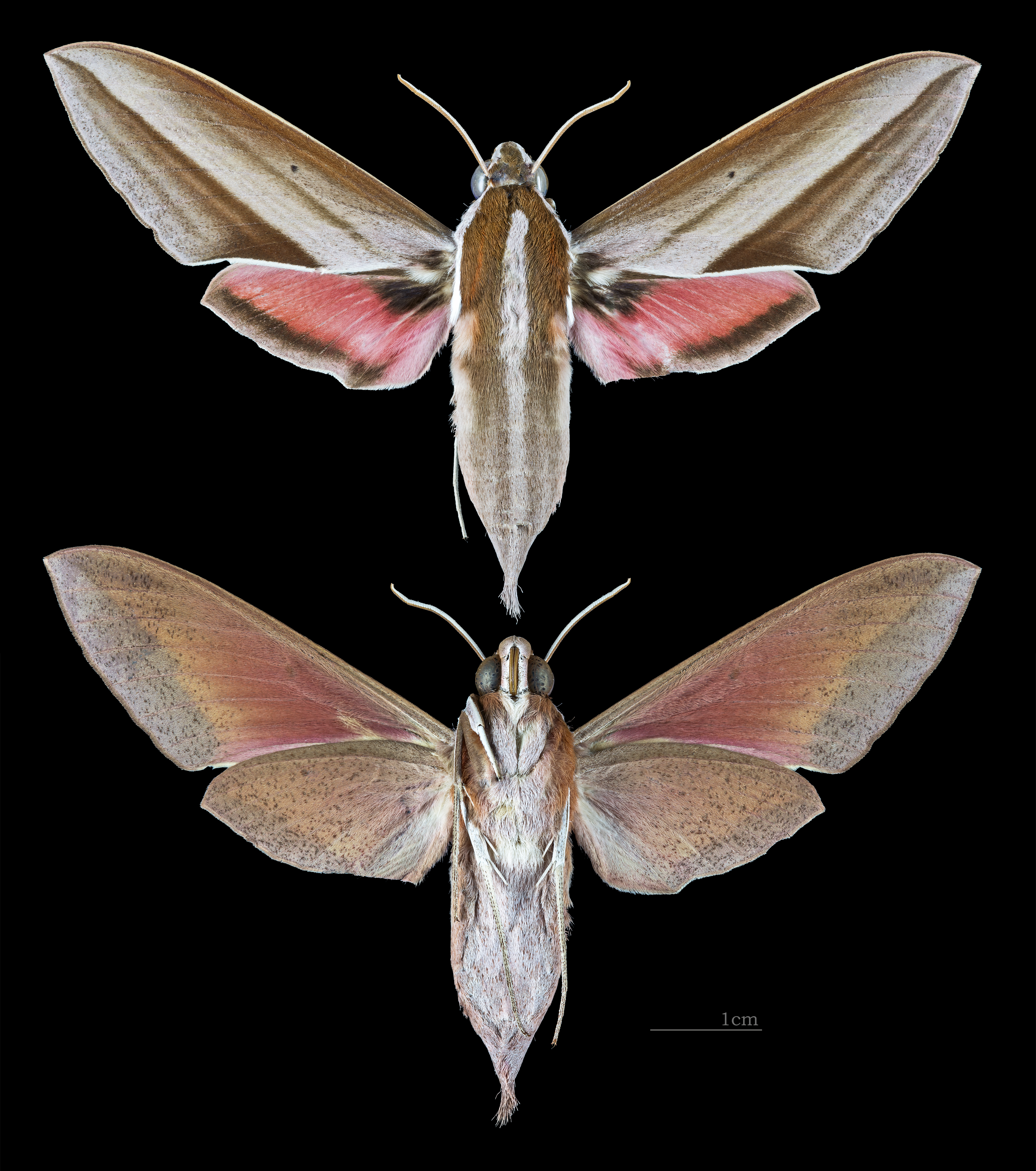
Theretra suffusa
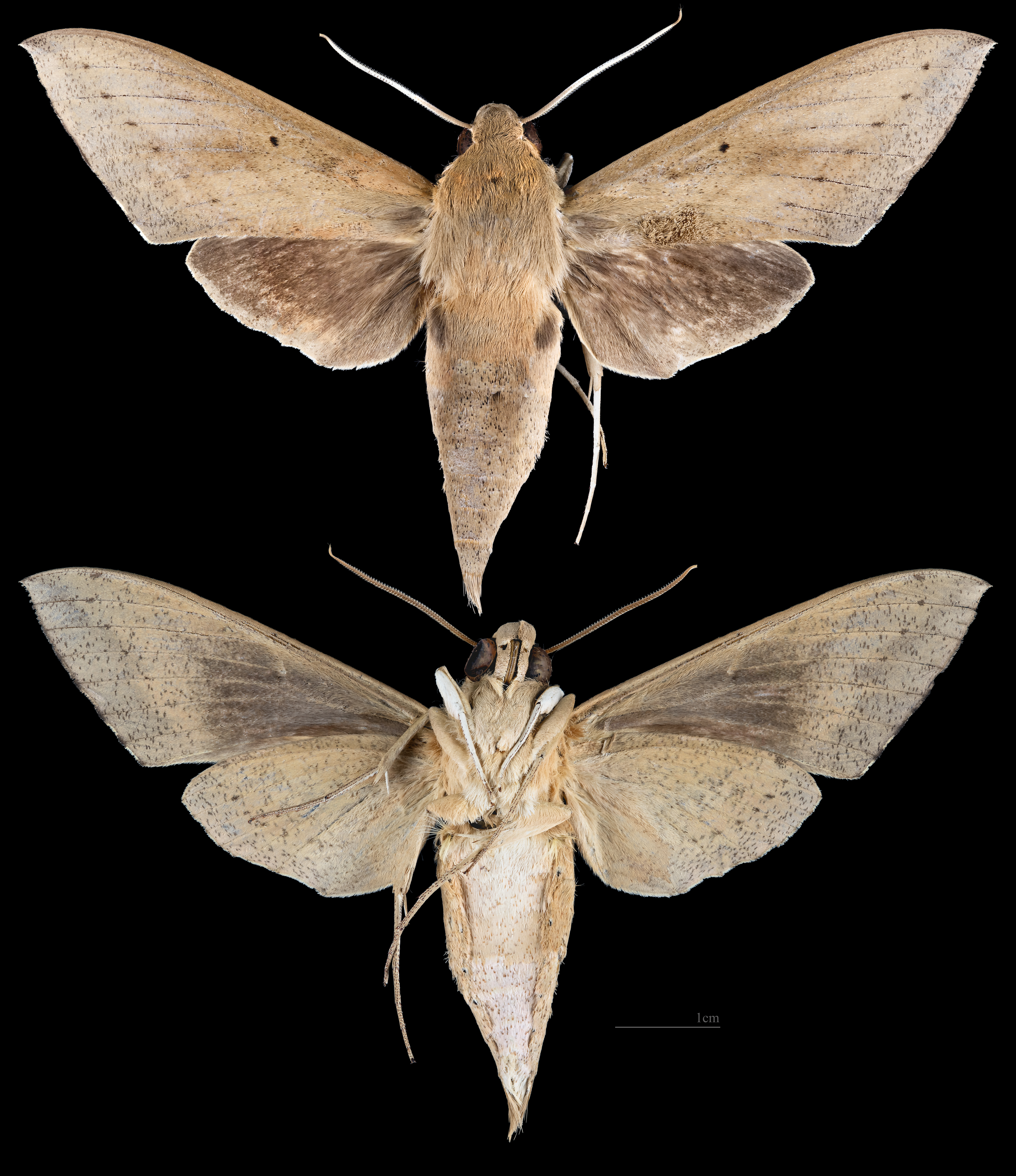
Theretra tryoni

## Hình ảnh

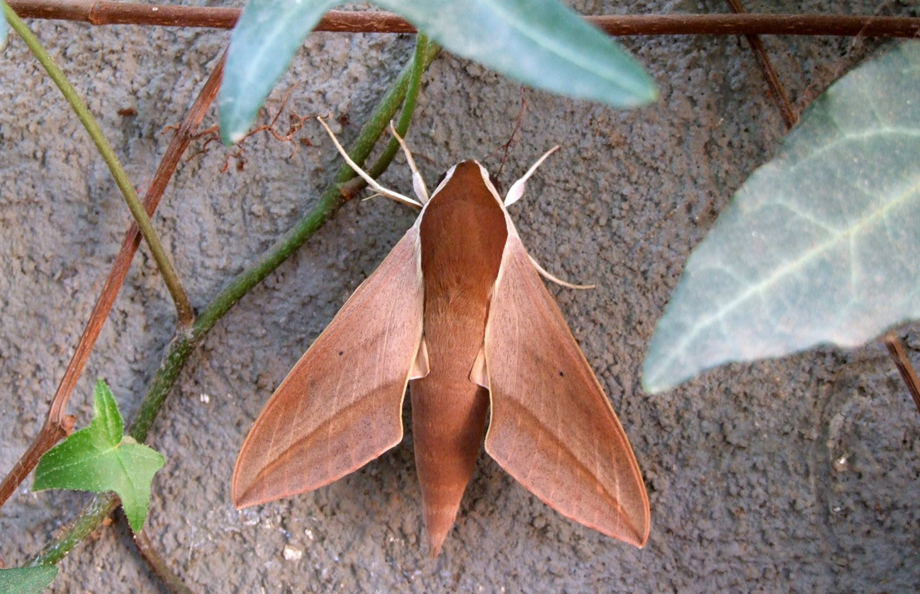
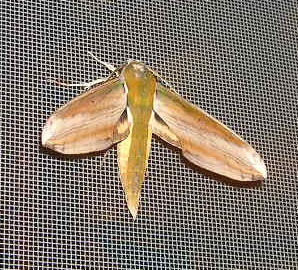
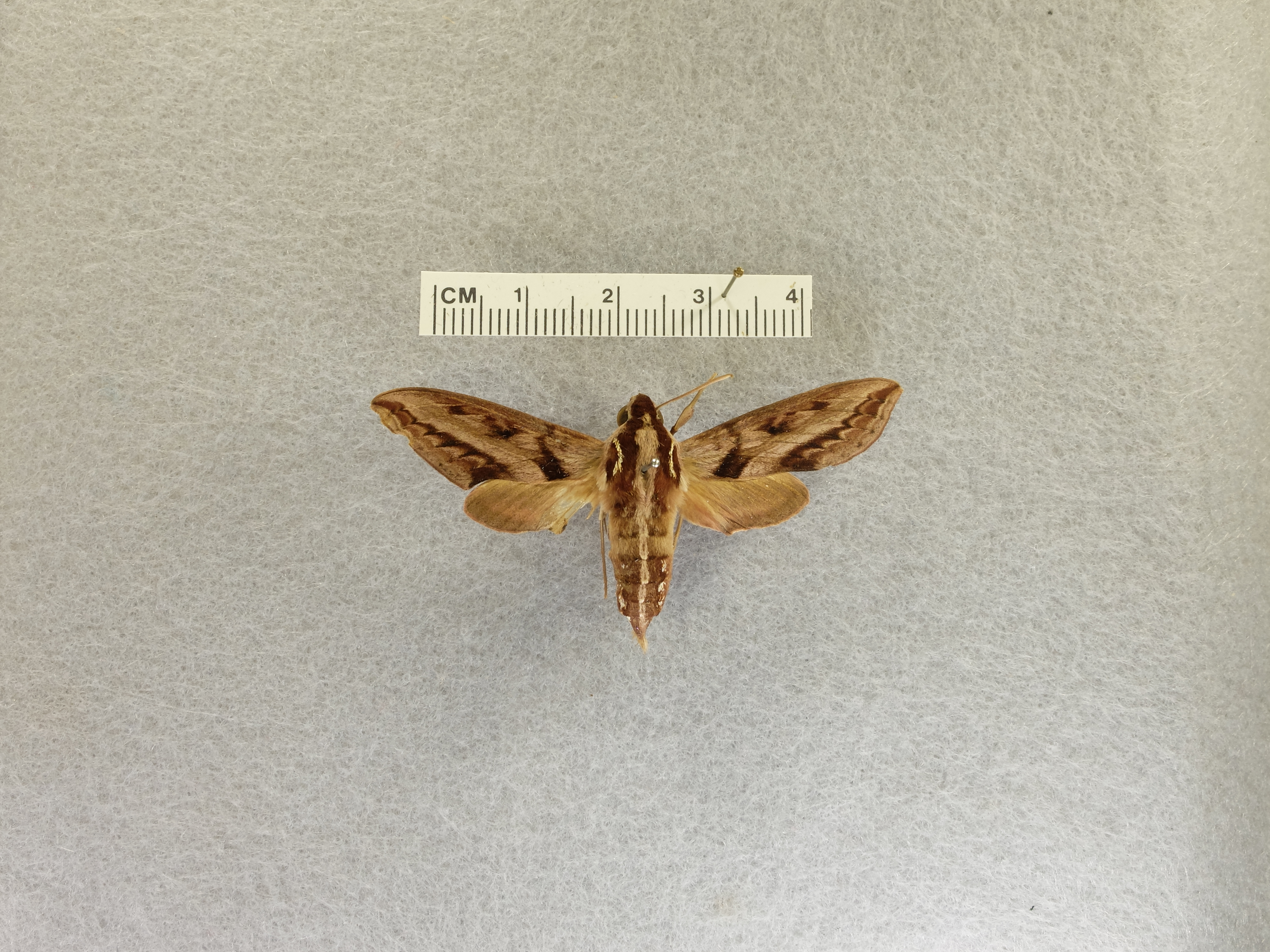